# کویاچا
کویاچا (به لاتین: Kuyacha) یک منطقهٔ مسکونی در روسیه است که در سرزمین آلتای واقع شده‌است.